# Igreja de São Lourenço (Wymington)
A Igreja de São Lourenço é uma igreja listada como Grau I em Wymington, Bedfordshire, na Inglaterra. Tornou-se um edifício listado no dia 13 de julho de 1964.